# ブロントサウルス (小惑星)
ブロントサウルス (9949 Brontosaurus) は、太陽系の小惑星帯を形成する小惑星の一つ。
南米のチリにあるヨーロッパ南天天文台で、1990年9月22日にベルギーの天文学者エリック・エルストによって発見された。名称は、中生代ジュラ紀後期の地球に棲息していた恐竜の一属：ブロントサウルス（Brontosaurus）にちなむ。